# Danilson Córdoba
Danilson Córdoba (Quibdó, Colòmbia, 6 de setembre de 1986) és un futbolista colombià que disputà tres partits amb la selecció de Colòmbia.